# 인민연합
인민연합(민중연합)(人民聯合, 스페인어: Unidad Popular 우니다드 포풀라[*])은 1969년에 결성된 칠레의 정당 연합이다. 공식적으로는 1981년에 해체되었으나 실질적으로 아우구스토 피노체트 군사정권이 들어선 1973년 이후부터 활동이 전면 금지되었다. 살바도르 아옌데 대통령이 소속된 정치연합이기도 하였다.

## 6개 좌파 정당의 연합
인민연합(민중연합)은 대중적 지지도가 급부상하였던 사회당과 공산당이 연합을 논의한 데에서 시작되었다. 여기에 수차례 '중도좌파 ~ 중도우파' 정권에 연립 여당으로 참여한 경험이 있는 중산층 정당인 급진당이 합류하였고, 사회민주당을 비롯한 3개의 소규모 좌파 정당들이 참여하며 6개 좌파 정당의 정당연합인 인민연합(민중연합)이 결성되게 되었다.
급진당의 경우, 인민연합(민중연합)에 참여하기에 앞서 분당 과정을 거쳤는데, 당의 '중도좌파 ~ 좌익'적 행보에 불만을 가진 반공주의 성향의 중도 우파 인사들이 탈당하여 급진민주당을 창당하였고, 이들은 급진당, 사회당, 공산당 뿐 아니라 인민연합(민중연합) 전체에 대해서도 적대적인 자세를 취했다.
집권에 성공한 인민연합(민중연합)은 모든 좌파 세력과 당시 정책적으로 좌선회 전술을 채택했던 기민당을 비롯한 중도 세력이 참여하는 광범위한 인민 전선을 구축하고자 하였으나, 기민당의 우경화와 피노체트의 쿠데타로 무산되었다. 실제로 소규모 좌파 정당이었던 좌익급진당은 인민연합(민중연합)에 참여하고자 하였으나, 이 역시 피노체트의 쿠데타 때문에 실현되지 못했다.

## 대선
인민연합(민중연합)의 최우선 목표는 좌파 세력의 집권이었다. 대선을 앞두고 인민연합(민중연합)이 결성되자 사회당은 살바도르 아옌데를, 공산당은 파블로 네루다를 대선 후보로 내세웠다. 공산당과 파블로 네루다는 살바도르 아옌데 지지를 선언하고 사회당과의 후보 단일화에 합의하였으며, 이로써 좌파 단일 후보로 추대된 인민연합(민중연합)의 살바도르 아옌데는 대선에서 승리하고 대통령에 취임하게 된다.

## 소속 정당
| 정당명 | 정당명   | 정당명                                                 | 이념            | 스펙트럼 | 1973년 총선 결과 | 1973년 총선 결과 |
| 정당명 | 정당명   | 정당명                                                 | 이념            | 스펙트럼 | 득표율           | 의석             |
| ------ | -------- | ------------------------------------------------------ | --------------- | -------- | ---------------- | ---------------- |
|        | PS       | 칠레 사회당 Partido Socialista de Chile                | 민주사회주의    | 중도좌파 | 18.7%            | 28 / 150         |
|        | PC       | 칠레 공산당 Partido Comunista de Chile                 | 공산주의        | 좌익     | 16.3%            | 25 / 150         |
|        | PR       | 급진당 Partido Radical                                 | 사회자유주의    | 중도좌파 | 3.6%             | 5 / 150          |
|        | MAPU     | 인민단일행동운동 Movimiento de Acción Popular Unitaria | 마르크스주의    | 좌익     | 2.5%             | 2 / 150          |
|        | AP       | 독립인민전선 Acción Popular Independiente              | 대중주의        | 좌익     | 0.8%             | 2 / 183          |
|        | PLCC     | 칠레 기독교좌파당 Partido Izquierda Cristiana de Chile | 기독교 좌파     | 중도좌파 | 1.1%             | 1 / 150          |
|        | MAPU O-C | MAPU 노동자-농민 MAPU Obrero Campesino                 | 기독교 사회주의 | 좌익     | 0%               | 0 / 150          |
|        | PLR      | 급진좌파당 Partido de Izquierda Radical                | 기독교 좌파     | 중도좌파 | 0%               | 0 / 150          |
|        | PSD      | 사회민주당 Partido Social Demócrata                    | 민주사회주의    | 좌익     | 0%               | 0 / 150          |
|        | UP       | 인민연합(민중연합) Unidad Popular                      | 사회주의        | 좌익     | 44.2%            | 63 / 150         |